# Salvador Ferrer Serra
Salvador Ferrer Serra (Montevideo, 1912 - ibídem, 1963) fou un advocat i polític uruguaià pertanyent al Partit Nacional.
Es va graduar com a advocat per la Universitat de la República. Va ser diputat pel seu partit en tres ocasions: 1943, 1947 i 1951. El 1955 ingressa al Senat; va ser el segon vicepresident del cos el 1958.
En les eleccions de 1958 va encapçalar una llista de candidats al Consell Nacional de Govern de l'Uruguai, per la Unió Blanca Democràtica, sense resultar electe. Va ser ministre d'Hisenda durant el primer any del segon col·legiat del Partit Nacional (1963).